# Dominante (BDSM)

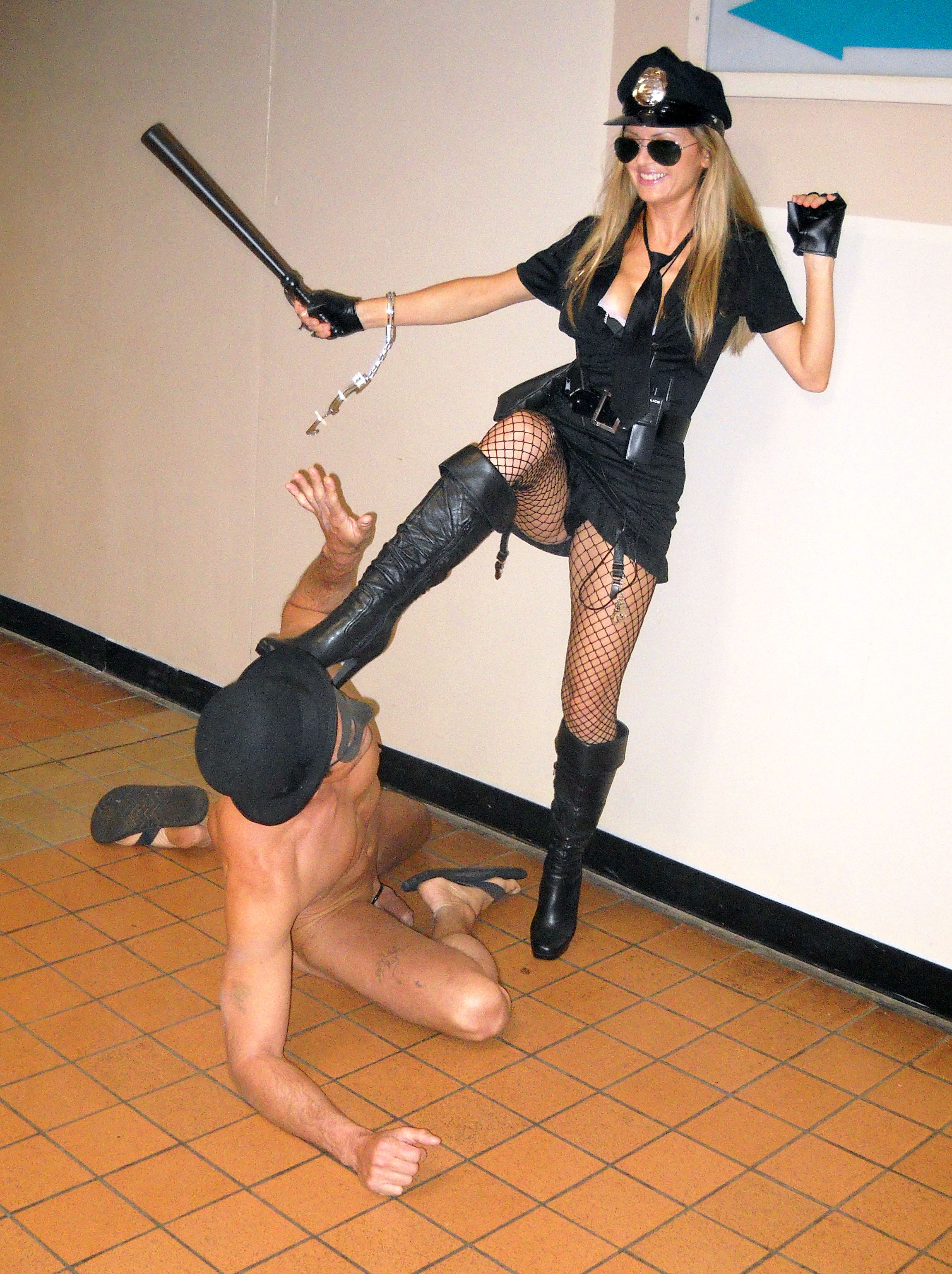
Juego sexual de rol

Dominante es la denominación usual, en relaciones de dominación y sumisión y BDSM, para la parte activa. También se usan los términos top, dom, master (masculino), amo/a, señor/a, Dominatrix, lady (femenino) y, menos frecuentemente, el término mistress, dómina o domme, que suele tener mayor vigencia en la llamada dominación femenina y, especialmente, en la de tipo profesional (Enzyklopädie des Sadomasochismus, Datenschlag 2004). 